# Wilhelm Weber (gimnasta)
Wilhelm Weber (1880 - 28 d'abril de 1963) fou un gimnasta i atleta alemany que va competir a cavall del segle xix i el segle xx. Durant la seva carrera esportiva prengué part en tres Jocs Olímpics i guanyà dues medalles.
El 1904 va prendre part en els Jocs Olímpics de Saint Louis, on guanyà a medalla de plata en la prova del concurs complet i la de bronze en el triatló, ambdues del programa de gimnàstica. També disputà la triatló atlètica, on acabà en 21a posició de 118 participants.
Als Jocs Intercalats d'Atenes de 1906 disputà tres proves del programa de gimnàstica, sent la cinquena posició en la prova per equips la millor posició.
El 1908 disputà una prova en els tercers i darrers Jocs de la seva carrera esportiva. La prova fou el concurs complet individual, i es desconeix la posició exacta en què finalitzà.